# Magdalena Gnatowska
Magdalena Gnatowska (ur. 25 sierpnia 1968 w Grójcu) – polska aktorka teatralna, filmowa i dubbingowa. Reżyser dubbingu współpracująca ze Studiem Sonica.

## Życiorys
Absolwentka Państwowej Wyższej Szkoły Teatralnej im. Aleksandra Zelwerowicza i Studia Tańca Flamenco w Warszawie. Od 2007 roku prowadzi zajęcia z interpretacji prozy na I roku w Szkole Aktorskiej Machulskich. W 2008 roku wyreżyserowała ze słuchaczami III roku spektakl dyplomowy „Zbrodnie serca”.
Występowała na deskach Teatru Studio i Teatru Dramatycznego w Warszawie w spektaklach teatralnych w reżyserii Jerzego Grzegorzewskiego (Śmierć Iwana Iljicza, Miasto liczy psie nosy, Cztery komedie równoległe, La Boheme), Adama Hanuszkiewicza (Zagraj to jeszcze raz), Józefa Szajny (Dante 1992), Leszka Mądzika (Kasandra), Piotra Cieślaka (Opera żebracza), Macieja Wojtyszki (Tamara), Mariusza Trelińskiego (Lautréamont-Sny) i wielu innych. Ma również bogaty dorobek w teatrach offowych (m.in. Ciocia Leosia Lopeza Mausere, Street Walker i Stójka w reż. Małgorzaty Szyszki).
Występowała również w Teatrze TV (Scena Faktu: Śmierć rotmistrza Pileckiego, Ryszarda Bugajskiego), filmach (m.in. „Ubu Król” Piotra Szulkina) i serialach (m.in. Boża podszewka Izabelli Cywińskiej, Na Wspólnej, Plebania).

## Filmografia
- 1989: Ostatni dzwonek − uczennica
- 1991: Niech żyje miłość
- 1993: Pożegnanie z Marią − panna młoda
- 1993: Czterdziestolatek. 20 lat później − pielęgniarka na pogotowiu (odc. 5)
- 1994: Zespół adwokacki − pielęgniarka Teresa Bryk
- 1995: Sukces − Krystyna, koleżanka Tekli ze studiów (odc. 1 i 6)
- 1997−2008: Klan − 2 role: pracownica dziekanatu UW; lokatorka bloku w którym mieszkają Grażyna i Ryszard Lubiczowie
- 1997: Boża podszewka − Antolka Korkuciówna, służąca Jurewiczów
- 1998: Z pianką czy bez − koleżanka Radka (odc. 7 i 8)
- 1998: Miodowe lata − sekretarka (odc. 1)
- 1999: Badziewiakowie − tłumaczka (odc. 15)
- 2000: Wielkie rzeczy − kioskarka
- 2000: Przeprowadzki − rudowłosa dziewczyna niosąca mleko (odc. 4)
- 2000: Anna Karenina
- 2002−2010: Samo życie − kobieta na przystanku komunikacji miejskiej na peryferiach Warszawy, na którym Donata Leszczyńska czekała na autobus
- 2002: E=mc² − aktorka w przedstawieniu teatralnym
- 2003: Zaginiona − Agnieszka Żak, kochanka Johna van Bordena (odc. 4 i 6)
- 2003: Xero
- 2003: Ubu Król − córka Stanislasa
- 2003: Toaleta nieczynna
- 2003: Siedem przystanków na drodze do raju − Tancerka Brzucha
- 2003−2011: Na Wspólnej − Alina Morawiec, opiekunka Tosi Wilk
- 2004: Mało upalne lato − fotograf Szyszek
- 2005: Wiedźmy − matka Rafała (odc. 4)
- 2005: Manhunters (odc. The Man-Eating Wolves of Gysinge) − Fredenka
- 2005: Na dobre i na złe − gość weselny (odc. 237)
- 2005: Fortuna czyha w lesie − Kobieta Pokorna
- 2006−2007: Pogoda na piątek
- 2006−2009: Plebania (odc. 731 i 732); Sobiejukowa (odc. 1318 i 1320)
- 2006: Plac Zbawiciela − straganiarka
- 2006: Magda M. − klientka Magdy (odc. 31)
- 2006: M jak miłość − koleżanka z klasy Marka (odc. 425)
- 2006: Egzamin z życia − doktor Zaborska (odc. 55)
- 2006: Bulionerzy − Madzia Krauze (odc. 64)
- 2007: Środa, czwartek rano − pielęgniarka
- 2007: Regina − urzędniczka
- 2007: Pitbull − patolog (odc. 7 i 14)
- 2007: Odwróceni − kobieta na miejscu napadu (odc. 3)
- 2007: Straż nocna − guwernantka Martha
- 2007: Mamuśki − pani Bożenka (głos, odc. 26), Lidka (odc. 28)
- 2007: Faceci do wzięcia (odc. 58)
- 2007: Dwie strony medalu − Marlena, pani do sprzątania (odc. 99)
- 2007: Braciszek − kłócąca się
- 2008: Wichry kołymy − więźniarka kryminalistka
- 2008: Trzeci oficer − kobieta mieszkająca w „hospicjum” (odc. 10)
- 2008: Serce na dłoni − bezdomna
- 2008−2010: Ojciec Mateusz − pielęgniarka oddziałowa Maria (odc. 2 i 38)
- 2009: Hel − pielęgniarka
- 2009: Blondynka − Sykutowa (odc. 3)
- 2009: Miasto z morza − córka jubilera w Gdańsku (odc. 3)
- 2010: Trzy minuty. 21:37 − urzędniczka w skarbówce
- 2011: Wiadomości z drugiej ręki − sprzątaczka (odc. 8)
- 2011: Księstwo − Jankowska
- 2011: Barwy szczęścia − Bogna Krzos (odc. 593)
- 2012: Paradoks − kobieta na działkach (odc. 7)
- 2014: Komisarz Alex − strażniczka (odc. 70)

## Polski dubbing
- 2009: Czerwony traktorek
- 2005: Tygrysek Etelbert –
  - Kangurzyca (odc. 5),
  - Pani Dziobakowa (odc. 6)
- 2004: Scooby-Doo 2: Potwory na gigancie
- 1996–1998: Pinky i Mózg

## Reżyseria dubbingu
- 2009: Czerwony traktorek (odc. 11-45)
- 2008: Charlie i Lola
- 2008: Malowanki
- 2007: Smyki (odc. 79-104)

## Reżyseria
- 2016: Bodo Café[1]
- 2017: Kino Paradiso[2]